# ムカシトンボ
ムカシトンボ（昔蜻蛉、学名Epiophlebia superstes）は、トンボ目・ムカシトンボ科に分類されるトンボ。日本の固有種で、いわゆる生きた化石といわれる動物の一つでもある。

## 特徴
体長は5cm前後、翅の長さは3cm前後の中型のトンボである。頭部はやや横に広く、複眼は左右に離れる。前後の翅はほぼ同じ形をしている。体色は黒で、胸の前面と側面に黄色の帯模様、腹の節ごとに小さな黄色の点がある。胴体は不均翅亜目のサナエトンボ類に似るが、翅は均翅亜目のイトトンボやカワトンボ類に似ている。草木に止まる時も翅を閉じて止まることが多い。
トンボの系統は均翅亜目から不均翅亜目（トンボ亜目） Anisoptera が分岐したと考えられているが、ムカシトンボは両方の特徴を持っていて、2つの亜目のつながりを示す原始的なトンボとされる。このため「生きている化石」といわれる。トンボの分類でも、ムカシトンボは均翅亜目でも不均翅亜目でもなく、均翅不均翅亜目（ムカシトンボ亜目）という亜目に分類されている。しかし、最近では不均翅亜目に含める考え方も多くなっている。
分布域は北海道から九州までほぼ全国に及ぶ。しかし日本以外では近縁種のヒマラヤムカシトンボ Epiophlebia laidlawiがヒマラヤ山脈周辺に、同じく近縁種のEpiophlebia sinensisが中国黒竜江省に分布するのみで、他の地域には分布していない。このようなムカシトンボ科の隔離分布は、ムカシトンボの祖先が各地域で別々にジュラ紀から生き残ってきたために生じたと考えられていた。しかし遺伝子解析により、これらの3種の遺伝子にほとんど差異がない事が判明し、ジュラ紀ごろに生息域が固定されたと考えるよりは、最終氷期に東アジア一帯に生息していたムカシトンボの祖先が、氷期の終了に伴って各地に遺存した結果として現在の分布を示すようになったという見方が有力となっている。

## 生態
山間部の水のきれいな渓流域に生息する。成虫が発生するのは4月-6月頃（高知県では3月後半に羽化し北海道は7月まで見られる）で、渓流域を飛び回る。未成熟は沢沿いの開けた空き地を摂食する。
交尾の終わったメスは単独で川岸の植物の茎の中に産卵する。孵化した幼虫は前幼虫で薄い皮をかぶっている。前幼虫は茎から落ちたあと、川までピョンピョンと跳ねていき、水にたどり着いたあとに最初の脱皮をし、水中生活を始める。
幼虫は渓流域の石につかまって生活するが、幼虫の期間は5年とも7年ともいわれ、トンボの中でも特に期間が長い。さらに羽化前の1ヶ月ほどは、渓流の中ではなく、川岸の湿った落ち葉の下や石の下で過ごす。
現在では水のきれいな渓流域が森林の伐採や開発などにより各地で消失しているため、ムカシトンボの生息域は各都道府県に数箇所ほどの割合となっている。

## 関連文献
- 吉澤和徳「生きた化石，ムカシトンボの由来」『化学と生物』第50巻第11号、日本農芸化学会、2012年、840-843頁、doi:10.1271/kagakutoseibutsu.50.840。